# Xfinity
Xfinity (siendo su nombre legal Comcast Cable Communications, LLC) es una empresa de telecomunicaciones estadounidense que ofrece servicios de televisión por cable, internet, telefonía y servicios inalámbricos. Forma parte de Comcast Corporation como una división de esta última. Hasta 2010, la empresa empleaba la marca Comcast para comercializar sus productos.
El director ejecutivo de la empresa es Dave Watson, mientras que su presidente es Brian L. Roberts y su directora de finanzas es Catherine Avgiris. Xfinity aumentó sus ingresos de $ 23 700 millones en 2007 a $ 50 040 millones en 2016.

## Marca
En febrero de 2010, Comcast comenzó a renombrar sus ofertas de servicios para el consumidor triple play con el nombre Xfinity; Comcast Digital Cable pasó a llamarse "Xfinity TV", Comcast Digital Voice se convirtió en "Xfinity Voice" y Comcast High Speed Internet se convirtió en "Xfinity Internet". El cambio de marca y una campaña promocional asociada se programaron para coincidir con los Juegos Olímpicos de Invierno de 2010.
El cambio de marca se caracterizó por los medios de comunicación como un esfuerzo para evitar la negatividad de la marca Comcast.  Time  consideraba a Xfinity como uno de los peores cambios corporativos de todos los tiempos, preguntando "¿Funcionará el cambio de nombre? Probablemente no, pero al menos sonará un poco más nervioso cuando te pongan en espera ... con Xfinity. "

## Servicio de Internet

### Disponibilidad
Disponibilidad de Internet de Comcast por estado.
| Estado               | Porcentaje de la población del estado con acceso a Comcast |
| -------------------- | ---------------------------------------------------------- |
| Distrito de Columbia | 97.9%                                                      |
| Massachusetts        | 85.4%                                                      |
| Utah                 | 78.5%                                                      |
| Illinois             | 75.9%                                                      |
| Colorado             | 75.9%                                                      |
| Washington           | 73.1%                                                      |
| Pensilvania          | 69.1%                                                      |
| Maryland             | 69%                                                        |
| New Hampshire        | 68.8%                                                      |
| Míchigan             | 60.3%                                                      |
| Oregón               | 57.9%                                                      |
| Indiana              | 57.7%                                                      |
| Georgia              | 56.4%                                                      |
| Tennessee            | 56.0%                                                      |
| Nuevo México         | 55.4%                                                      |
| Florida              | 52.7%                                                      |
| Connecticut          | 50.6%                                                      |
| Minnesota            | 45.6%                                                      |
| Virginia             | 41.5%                                                      |
| Misisipi             | 31.9%                                                      |
| California           | 31.8%                                                      |
| Delaware             | Indefinido (necesita respuesta)                            |

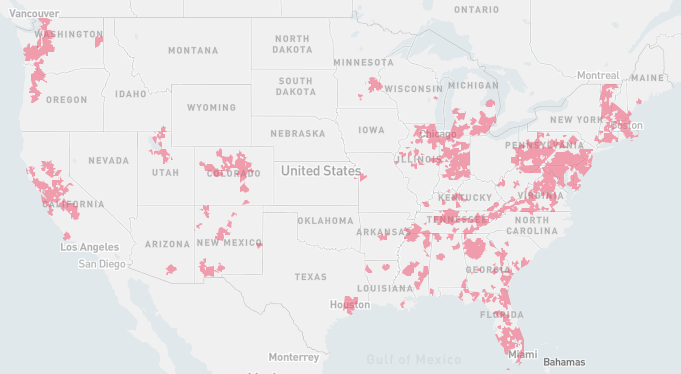
Mapa de disponibilidad de Comcast por código postal.

Comcast es el mayor proveedor de acceso a internet por cable en los Estados Unidos, atendiendo el 40% del mercado en 2011. A partir del 26 de julio de 2018, Comcast tiene 26.5 millones de clientes de Internet de alta velocidad.
Comcast comenzó a ofrecer servicios de internet a fines de 1996, cuando ayudó a fundar la @Home Network, que vendía servicios de internet a través de las líneas de cable de Comcast. El acuerdo continuó después de la fusión de @ Home con Excite.  Cuando la compañía combinada Excite @ Home se declaró en bancarrota en 2002, Comcast trasladó por completo a sus aproximadamente 950 000 clientes de Internet a su propia red.
Junto con el precio de las suscripciones a Internet, Comcast cobra a los usuarios $14 al mes adicionales por alquilar un módem de cable. Esta tarifa ha sido vista por algunos como injusta, pero no se aplica a los clientes que compran sus propios módems. Comcast cobra $20 por la instalación de internet, pero la tarifa no se aplica a los clientes que optan por instalarse.
En 2011, Comcast lanzó su programa "Internet Essentials", que ofrece servicio de internet de bajo costo a familias con niños que califican para almuerzos escolares gratuitos o de precio reducido.  La Comisión Federal de Comunicaciones (FCC) de Estados Unidos, requirió este servicio de presupuesto como condición para permitir la adquisición por parte de Comcast de NBCUniversal en enero de 2011. De un estimado de 2.60 millones de hogares elegibles para el programa, alrededor de 220 000 hogares participan en el programa a partir de junio de 2013. Un programa similar está disponible en otros proveedores de internet a través de la organización sin fines de lucro Connect2compete.org. Comcast ha declarado que el programa aceptará nuevos clientes por un total de tres años. En marzo de 2014, cuando se reunió con la FCC sobre la fusión de Time Warner Cable, el vicepresidente de Comcast, David Cohen, dijo a los periodistas que el programa de Internet Essentials se extenderá indefinidamente.
En el Consumer Electronics Show 2017, Comcast presentó una nueva plataforma de software para sus módems Arris 1682G y Cisco 3941T / 3939, que ofrecería una interfaz de configuración rediseñada, soporte para configuración y administración remotas a través de una aplicación móvil Xfinity, y que permite la integración de casa inteligente dispositivos con otras plataformas Xfinity como Xfinity TV. La nueva plataforma se lanzó bajo la marca xFi en mayo de 2017. Comcast también presentó el xFi Advanced Gateway, un nuevo enrutador diseñado para facilitar velocidades de Wi-Fi más rápidas, que incluye soporte para 802.11ac Wave 2, así como soporte interno para  Bluetooth Low Energy, Thread y Zigbee para una mejor integración con dispositivos Internet de las cosas, y soporte para una línea de Wi-Fi extensor  (fabricado por Plume).

## Xfinity Mobile
En abril de 2017, Comcast lanzó Xfinity Mobile, un operador de red virtual móvil (MVNO) en la red Verizon Wireless. Se promociona como parte de un juego cuádruple con los servicios de televisión, internet y telefonía residencial de Xfinity.
Xfinity Mobile proporciona prepago (con usuarios que pueden comprar datos en paquetes de 1GB) y planes mensuales ilimitados, con el último acelerado después de 20GB de uso. El servicio se vende exclusivamente a los suscriptores de Internet y televisión de Comcast, con precios de descuento ofrecidos a los suscriptores de Xfinity "Premier Double Play" y "Triple Play". También se incluye el acceso a los puntos de acceso WiFi de Xfinity, que se promueve como un medio para ayudar a conservar los límites de ancho de banda.
Los analistas percibieron que Xfinity Mobile era una respuesta a la adquisición de AT&T de DirecTV, que agregó el proveedor satelital nacional junto con sus servicios wireline y wireless, y un mayor impulso hacia televisión móvil. En el tercer trimestre de 2018, Xfinity Mobile superó el millón de suscriptores.